# Pokémon-gameplay
Pokémon-spilseriens gameplay handler om at fange og træne fiktive væsner kaldet "Pokémon", for at bruge dem i dyster mod andre Pokémon-trænere. Hver generation af spilserien bygger videre på dette koncept ved at introducere nye Pokémon, genstande og gameplay-koncepter. Visse koncepter blev benyttet andre steder, før de debuterede i spillene; dobbeltdyster var en del af TV-serien længe før, at det blev introduceret i spillene, og Abilities (evner) minder om Pokémon Powers (kræfter), som allerede var en del af kortspillet, som også introducerede Shiny Pokémon (alternative farvevarianter).
Visse Pokémon med meget høje stats og gode angreb bruges i kompetitive kredse, som kræver mere komplekse strategier, end størstedelen af selve spillene gør.

## Spilopbygning
Hvert spil i Pokémon-serien foregår i en fiktiv region i Pokémon-verdenen og begynder med, at spilleren modtager en starter-Pokémon fra den region's Pokémon-professor. Ved at rejse verden rundt, fange og udvikle Pokémon og besejre andre Trænere i dyster forøger spilleren størrelsen og styrken af sin Pokémon-samling. Et større subplot, som går igen gennem serien, er at spillerens skal besejre en kriminel organisation, der som regler agter at overtage eller forandre verden ved at misbruge Pokémon. Blandt disse organisationer er Team Rocket, Neo Team Rocket, Team Aqua og Team Magma, Team Galactic, Team Plasma, Neo Team Plasma, Team Flare, Team Skull, Aether Foundation, Ultra Recon Squad, Team Rainbow Rocket, Team Yell og Macro Cosmos.
Adskillelige faciliteter findes rundt om i Pokémon-verdenen, så som Pokémon Centers, Poké Marts, og Gyms. Hos Pokémon Centers kan spilleren få sine Pokémoner helet gratis og tilgå PC'en, hvoer spilleren kan organisere sine Pokémon, samt opbevare og hente Items (objekter), og få sit Pokédex bedømt. Inden X og Y var det også her, hvor spilleren kunne bytte med og kæmpe mod andre spillere trådløst eller med et linkkabel. Poké Marts er butikker, hvor spilleren kan købe items for penge, som vindes i kampe mod andre Trænere; visse byer har specialiserede butikker, så som et apotek eller et stormagasin. Nogle byer har et Pokémon Gym, hvor man kæmper mod forskellige Trænere og løser problemer, hvor målet er at møde og kæmpe mod den lokale Gym Leader. Når man vinder over en Gym leader, så får man et emblem som bevis. Når man har vundet otte emblemer kan spilleren udfordre regionens Elite Four og Champion. Sun, Moon, Ultra Sun og Ultra Moon forlod denne formel og introducerede Island Trials, men som har det samme formål. Efter at have klaret en Trial modtager spilleren en Z-Crystal, som lader en Pokémon bruge et utroligt kraftfuldt angreb kaldet et Z-Move. Gyms vente tilbage i den følgende generation i Sword og Shield.
Efter at have gennemført spillets historie, så åbner spillet op for forskellige features; ofte betyder det, at spilleren får adgang til hidtil utilgængelige steder. Herefter kan spilleren gøre, som de lyster. Der er flere forskellige ting, som spilleren kan tage sig til, for eksempel kan de fange én af hver Pokémon-art, for at udfylde sit Pokédex, skaffe de stærkeste Pokémon, lede efter Shiny Pokémon, eller spille kompetitivt. Antallet af Pokémon startede med at være 151 i den første generation, men er efter Sword og Shield nået op på 890 Pokémon.

### Pokémon Gyms
Pokémon Gyms (kaldet Styrkecentre i den danske versionering af TV-serien eller, i de senere sæsoner, Sale) er bygninger, som findes i forskellige byer rundt om i Pokémon-verdenen, hvor Pokémontrænere kan træne og kvalificere sig til at udfordre Pokémon-ligaen. Selvom de forskellige Gyms er struktureret forskelligt, er størstedelen af dem specialiseret i en bestemt type. Hvert Gym har en Gym Leader, en formidabel der agerer som en spil-boss eller udfordring, som spilleren må overkomme.

### Island Trials
I Sun, Moon, Ultra Sun og Ultra Moon er der ingen Gyms eller Gym Leaders. I stedet må spilleren igennem forskellige prøvelser, for at kunne udfordre prøvelsens Trial Captain.

## Pokémon-dyster
Dyster mellem Pokémon er en central spilmekanik i Pokémon-spillene. De bruges til at træne Pokémon, så de kan bliver stærkere, konkurrencer, og for at opnå vise mål i spillet. En kamp kan også foregå mellem to eller flere spillere, ved at forbinde separate spil sammen.
Pokémon benytter sig af et tur-baseret system, hvor at begge parter vælger en handling på samme tid, hvorefter hvilken rækkefølge, de afvikles i, afhænger af forskellige faktorer, som hvilken slags handling det er, og hvor hurtige Pokémonerne er. Når en spiller udfordrer en Træner eller vild Pokémon, kommer man til dyst-interfacet, som i de senere spil kan variere visuelt alt afhængigt af omgivelserne. Herfra kan man se alle de Pokémon der er i spils HP-barer (altså deres liv) samt en menu af valgmuligheder. Til enhver tid kan spilleren have et maksimum af seks Pokémon på sit hold; Den første gyldige Pokémon i rækkefølgen vil automatisk blive sendt ud først. I starten af hver runde kan spilleren vælge at angribe, bruge en Item (genstand eller objekt), udskifte sin Pokémon til en anden fra sit hold eller, hvis man kæmper mod en vild Pokémon, flygte fra dystenen. Hvis begge parter angriber, så er det den, som har den højeste speed-stat, der starter, dog vil visse angreb, items, og effekter stadig komme først. Hvis nogen af parterne gør andre handlinger, så vil den handling afvikles, inden der angribes.
Hver Pokémon benytter et move (træk) til at reducere modstanderens HP til nul, hvorved Pokémonen besvimer, og vinder-Pokémonen modtager EXP (experience points, altså erfaringspoint); når nok EXP er ophobet sig, så stiger Pokémonen i level. Hvis spillerens Pokémon besvimer, så kan den udskiftes med en anden Pokémon, som spilleren har på sit hold. I dyster mod vilde Pokémon kan spilleren forsøge at flygte. Hvis alle spillerens Pokémon besvimer, har man tabt dysten. Dette resulterer i, at spilleren mister penge og vender tilbage til det sidste Pokémon Center, de besøgte.

### Dobbelt og Multi-dyster & Trippel og Rotations-dyster

#### Dobbelt og Multi-dyster
Pokémon Ruby og Sapphire introducerede dobbeltdyster, hvor hver spiller har to Pokémon på banen i stedet for kun én. Selvom de basale mekaniker forbliver de samme, så er der visse angreb, som nu kan ramme flere mål på én gang. Senere hen blev det også tilføjet, at visse angreb også kunne ramme sin anden Pokémon. Yderligere er der visse Abilities, der kun virker i dobbeltdyster. Multi-dyster blev også introduceret, med fire Trænere i hold af to. Den tredje generation introducerede kun dobbeltdyster mod Trænere, men Pokémon Diamond og Pearl lod spillerent kæmpe i dobbeltdyster med vilde Pokémon i visse situationer.

#### Trippel og Rotations-dyster
Pokémon Black og White introducerede to ny formater. Trippeldyster og Rotationsdyster. I trippeldyster sender begge parter tre Pokémon ud på samme tid, hvor alle tre kæmper på samme tid. I rotationsdyster sender hvert hold tre Pokémon på samme tid, men kun én fra hvert hold kæmper ad gang. Den aktive Pokémon kan i starten af hver runde udskiftes med én af de to andre, uden at man bruger en tur på det.

## Stats
Alle Pokémon har seks forskellige stats (værdier, som bestemmer en Pokémons egnethed inde for en kategori), som har en effekt på deres ydeevne i dyster. Det drejer sig om de følgende stats: HP, Attack, Defense, Special Attack, Special Defense, og Speed. Disse stats kan midlertidigt blive modificeret under en dyst ved brug af Abilities, Items, eller Moves.
- HP (kort for Health Points, altså livspoint): En Pokémon besvimer, når dens HP når nul, hvorved den ikke længere kan kæmpe, før at den er blevet helet på et Pokémon Center eller ved at bruge en bestemt Item.
- Attack (Angreb): Bestemmer styrken for en Pokémons fysiske angreb.
- Defense (Forsvar): Bestemmer en Pokémons modstandsdygtighed over for fysiske angreb.
- Special Attack (Specialangreb): Bestemmer styrken for en Pokémons Special Moves (skade-baserede angreb, der ikke er fysiske).
- Special Defense (Specialforsvar): Bestemmer en Pokémons modstandsdygtighed over for Special Moves.
- Speed (Hastighed): Efter en rundte begynder, bliver de deltagende Pokémons Speed-stats sammenlignet. Med få undtagelser vil den Pokémon med den højeste Speed-stat afvikle sin handling før den, med lavere Speed.

Der er yderligere to stats: Accuracy (Præcision) og Evasiveness (Undvigelse). I modsætning til de andre stats bliver disse ikke påvirket, når en Pokémon stiger i level. Ingen Pokémon har højere Accuracy eller Evasiveness end andre, men de kan blive modificeret under en dyst, som de andre stats. Ved at forøge en Pokémons Accuracy bliver sandsynligheden for at dens angreb rammer højere, mens at forøget Evasiveness gør, at en Pokémon bliver sværere at ramme. Evasiveness hed "Evade" i første generation og "Evasion" i anden generation.
I Pokémon Red, Blue og Yellow var Special Attack og Special Defense bare én stat kaldet "Special", hvilket bestemte både styrke og modstandsdygtighed over for Special Moves.
Når en Pokémon stiger i level, så stiger deres stats også, som det er bestemt af Pokémonens base stat-, effort- og individual-værdier samt Pokémonens Nature. Disse værdier arbejder sammen om at give Pokémon mere unikke stats.

## Pokémon-fangning
Da spilleren begynder spillet med blot én Pokémon, så er fangning en af de mest grundlæggende aspekter af Pokémon-universet og den primære metode hvorved spilleren rekrutterer nye Pokémon til sit hold.
I en dyst mod en vild Pokémon kan spilleren forsøge at fange den ved at gøre brug af forskellige Poké Balls. Sandsynligheden for succes varierer, men forøges, hvis Pokémonens HP er lavt, hvis den har en status-effekt som søvn eller paralyse, eller hvis en stærk eller særligt velegnet Poké Ball tages i brug.
Fanges en Pokémon succesfuldt, tilføjes Pokémonens data til spillerens Pokédex, spilleren kan give Pokémonen et kælenavn, og Pokémonen føjes til spillerens hold. Hvis spillerens hold allerede er nået grænsen på seks Pokémon, så sendes den fangede Pokémon i stedet til en opbevaringsboks, som kan tilgås i ethvert Pokémon Center. Hvis den sidste boks man var inde i er fuld i første og anden generation, så kan spilleren ikke fange flere Pokémon, før der vælges en boks med ledige pladser. I nyere spil bliver fangede Pokémon placeret på den første ledige plads, uanset hvilken boks det er.

### Poké Ball
Poké Ball'en (モンスターボール, Monsutābōru, "Monster Ball") er en kugleformet mekanisme, som Pokémontrænere bruger til at fange vilde Pokémon med og opbevare dem i, når de ikke er i brug. Ved kontakt med en Pokémon trækker kuglen den ind og lukker automatisk. Vilde Pokémon er i stand til at modstå og slippe fri; dog er svækkede Pokémon og Pokémon med en status-effekt mindre genstridige og derfor lettere at fange. Legendariske Pokémon er bedre i stand til at modstå at blive fanget og vil ofte kræve mange flere og kraftigere Poké Balls for at fange dem. Hvis spilleren forsøger at fange en NPCs Pokémon, så blokkerer modstanderen for at forhindre tyveriet. En underkategori af Generation VII-Pokémon kaldet Ultra Beasts kræver en helt anden slags Poké Ball.

### Pokédex
Pokédex (ポケモン図鑑 Pokemon Zukan, lit. "Pokémon Encyklopædi")'et er et elektronisk redskab, der er programmeret til at indsamle og give informationer om de forskellige Pokémon-arter. Navnet Pokédex er et portmanteau af ordene Pokémon og Index'. I spillene registreres en Pokémons højde, vægt, type og en kort beskrivelse i Pokédex'et hor hver ny Pokémon-art, som man fanger. Hver region har sit eget Pokédex, der alle er forskellige i udseende og måden Pokémon-arter kategoriseres og beskrives. Nogle Pokédex har desuden specielle funktioner, der muliggør f.eks. forskellige sorteringsmuligheder, så som alfabetisk rækkefølge, og mulighed for at sammenligne en given Pokémons højde med spillerens karakter. "National Dexen" tillader alle Pokémoner fra andre regioner at blive registreret. National Pokédex'et har Pokémon fra alle regioner, i stedet for bare den lokale.

### Øvrige hjemmesider
- Pokémon Database
- Serebii